# Omø Sogn
Omø Sogn ist eine Kirchspielsgemeinde (dän.: Sogn) auf der dänischen Insel Omø.
Bis 1970 gehörte sie zur Harde Vester Flakkebjerg im damaligen Sorø Amt, danach zur Skælskør Kommune, die wiederum im Zuge der Kommunalreform zum 1. Januar 2007 in der erweiterten Slagelse Kommune, Region Sjælland, aufgegangen ist.
Am 1. Januar 2023 lebten 159 Einwohner im Kirchspiel.